# 索镇区
索鎮（緬甸語發音：[sʰɔ́ mjo̰nɛ̀]）為緬甸馬圭省甘高縣的鎮區。2014年人口68,697人，區域面積1,775.2平方公里。該鎮下分93個村莊。索為該鎮之首府。Kyauktu為索鎮第二大城市。

## 外部連結
- Township 112 on "Myanmar States/Divisions & Townships Overview Map" （页面存档备份，存于） Myanmar Information Management Unit (MIMU)
- "Saw Google Satellite Map" （页面存档备份，存于） Maplandia